# Troglosiro tillierorum
Troglosiro tillierorum is een hooiwagen uit de familie Troglosironidae.